# Sínodo de Polotsk
O Sínodo de Polotsk (em russo:  Полоцкий собор, em bielorrusso:  Полацкі царкоўны сабор) foi um sínodo do clero uniata da Rússia Ocidental das dioceses uniatas da Bielorrússia e da Lituânia no Império Russo, realizado em Polotsk em fevereiro de 1839. O principal iniciador da assembleia foi o bispo uniata José Semashko, que em novembro de 1827 apresentou ao Governo russo um documento “Sobre a situação da Igreja uniata na Rússia e os meios para devolvê-la ao rebanho da Igreja Ortodoxa”, que continha um projeto para abolir a Unia.

## História
Em 1835, o Governo russo formou o Comitê Secreto para a Confissão Uniata, que incluía, entre outros, os bispos Josafá Bulgak, Filareto Drozdov, José Semashko, procurador-chefe do Santo Sínodo Estevão Nechaev, e o ministro de Assuntos Internos, Demétrio Bludov. O comitê desenvolveu um plano para a “reunificação” dos uniatas russos. Em 1837, o Colégio Teológico Uniata foi retirado da subordinação do Departamento de Confissões Estrangeiras e transferido para a jurisdição do Procurador-Geral do Sínodo, Nicolau Protasov. Em 1838, o metropolita uniata Josafá Bulgak e seu vigário Josafá Zharski, oponentes da reunificação iminente, morreram. Em 1837-1838, foram coletadas assinaturas de 1.305 clérigos uniatas sobre seu desejo de se reunir com a Ortodoxia.
Em 12 de fevereiro (24 de fevereiro, de acordo com o calendário gregoriano)  de 1839, o sínodo foi inaugurado na Catedral de Santa Sofia de Polotsk, na Semana do Triunfo da Ortodoxia. No sínodo, além de José Semashko, estiveram presentes mais dois bispos uniatas russos: Basílio Luzhinski e Antônio Zubko, bem como representantes do clero paroquial e dos leigos. O Conselho proclamou a abolição das decisões do Concílio de Brest em 1596 (União de Brest). O Concílio adoptou o “Ato Conciliar” com uma petição ao Santo Sínodo e ao Imperador de Toda a Rússia para os aceitar no seio da Igreja Ortodoxa. Em 13 de março, o Santo Sínodo tomou a decisão: “Unir os bispos, o clero e os crentes da Igreja Greco-Católica com a Igreja Ortodoxa de Toda a Rússia”; Em 25 de março, a decisão foi aprovada pelo imperador Nicolau I.
Mais de 1.600 paróquias com mais de 1,6 milhão de paroquianos aderiram à Igreja Ortodoxa Russa. Mais de 1.500 padres se converteram à Igreja Ortodoxa.
Em conexão com este evento, foi cunhada uma medalha especial com a inscrição “Os separados pela violência (1596) são reunidos pelo amor (1839)” e o rosto do Salvador com a inscrição “Tais são os imãs do Sumo Sacerdote”.
Em 22 de novembro de 1839, o Papa Gregório XVI emitiu a alocução Multa Quidem, na qual expressou pesar pela ruptura das dioceses bielorrussas e lituanas com a Santa Sé, e a esperança de que os uniatas russos no futuro convenceriam a Igreja russa da possibilidade de união com Roma.
Dobykina Asya Alekseevna observou: “Após a reunificação dos uniatas, iniciou-se o processo de diferenciação linguística, a separação da língua bielorrussa e a sua aquisição de estatuto independente. A liquidação da união e a consequente diminuição do domínio polaco estimularam o surgimento de tradições literárias bielorrussas, um aumento na autoestima da cultura bielorrussa e a formação da identidade etnocultural da Bielorrússia”.